# Apache Solr
Solr es un motor de búsqueda de código abierto basado en la biblioteca Java del proyecto Lucene, con API en XML/HTTP y JSON, resaltado de resultados, búsqueda por facetas, caché, y una interfaz para su administración.
Corre sobre un contenedor de servlets Java como Apache Tomcat en versiones anteriores a la 5.0, a partir de esta corre como servidor independiente.

## Historia
A finales de 2004, CNET Networks empezó a desarrollar Solr como un proyecto interno para añadir un buscador a su página web.
A principios de 2006 CNET Networks decidió donar el código fuente a la Apache Software Foundation. Como cualquier otro proyecto de la Apache Software Foundation al principio pasó un periodo de incubación durante el que se resolvieron asuntos de índole organizativa, legal y financiera.
A finales de enero de 2007, Solr abandonó la incubadora de proyectos, ganó estabilidad y fue acumulando funcionalidades, atrayendo a una robusta comunidad de usuarios y colaboradores. Aunque es un proyecto público desde hace relativamente poco, lo emplean varias páginas de alto tráfico.
En septiembre de 2008, se publicó Solr 1.3, una versión con muchas mejoras, como la posibilidad de realizar búsqueda distribuida y mejoras de rendimiento.
En noviembre de 2009 se publicó Solr 1.4, una versión que introduce mejoras en el indexado, la búsqueda y el faceteado, además de nuevas funcionalidades como el procesado de documentos enriquecidos (PDF, Word, HTML), el agrupamiento ("clustering") de resultados de búsqueda y una integración con la base de datos superior a la anterior. Incluye además varios accesorios ("plug-ins").
En marzo de 2010 los proyectos de Lucene y Solr se unieron convirtiéndose en Solr en un subproyecto de Lucene. Las descargas se podían realizar por separado,  pero ambos proyectos se desarrollaban en paralelo por el mismo conjunto de desarrolladores. 
En 2011 se modificó el versionado de Solr para que fuese en paralelo con el de Lucene. La siguiente versión después de Solr 1.4 fue la 3.1 para que tuviese la misma revisión que la de Lucene.
En octubre de 2012 se lanzó la versión Solr 4.0, incluyendo la nueva funcionalidad SolrCloud que facilitaba la creación de índices distribuidos. Durante el 2013 y 2014 se liberaron versiones que incrementaban características y estabilidad.
En febrero de 2015 se lanzó la versión Solr 5.0, primera versión que empaquetaba Solr como una aplicación autónoma y terminando con el soporte para instalar Solr como war en diferentes contenedores de aplicaciones java. 